# Всероссийский научно-исследовательский институт рыбного хозяйства и океанографии
Всероссийский научно-исследовательский институт рыбного хозяйства и океанографии (ВНИРО) — российский головной научно-исследовательский институт рыбохозяйственной отрасли.
Был создан для научного сопровождения государственной деятельности по управлению рыболовством, координации выполнения планов и программ рыбохозяйственных научно-исследовательских работ всех рыбохозяйственных научных организаций в СССР, а затем в Российской Федерации.
Проводит научные экспедиционные исследования и разрабатывает биологические обоснования объёмов общих допустимых уловов (ОДУ) и рекомендованного вылова водных биоресурсов морей и пресных вод России и Мирового океана. Научные исследования ВНИРО охватывают вопросы создания и развития научно-технических основ рыбохозяйственной деятельности, охраны, рационального использования, изучения, сохранения, воспроизводства водных биоресурсов и среды их обитания, аквакультуры, международной деятельности.

## История
В 1881 году на Соловках организована научная станция для систематических исследований жизни обитателей Белого моря.
В 1899 году на базе Соловецкой биологической станции создана Мурманская биологическая станция в городе Александровске (ныне Полярный).
В 1929 году Мурманская биологическая станция и Плавучий морской научный институт (Плавморнин) объединены в Государственный океанографический институт (ГОИН).

### Всесоюзный научно-исследовательский институт морского рыбного хозяйства и океанографии
В 1933 году Государственный океанографический институт (ГОИН) и Всесоюзный НИИ морского рыбного хозяйства (ВНИМОРХ) были объединены во Всесоюзный НИИ морского рыбного хозяйства и океанографии (ВНИРО).
В 1983 году Всесоюзный научно-исследовательский институт рыбного хозяйства и океанографии (ВНИРО) награждён орденом Трудового Красного Знамени.

### Всероссийский научно-исследовательский институт рыбного хозяйства и океанографии
В 2018 году реализовано решение руководства страны об объединении научных институтов рыбохозяйственной отрасли. К ВНИРО присоединены 28 научных организаций, расположенных во всех бассейновых округах России.
В 2021 году образован 29 филиал ВНИРО — «Северный» в г. Архангельск. Создан единый научно-исследовательский центр, позволяющий системно и масштабно проводить работы по оценке текущего состояния запасов водных биологических ресурсов, значительно расширить географию присутствия Российской Федерации в исследованиях запасов Мирового океана совместно с ведущими учеными из других стран.
В 2022 году состоялся переезд Центрального института ВНИРО в новое здание по адресу: Москва, Окружной проезд, 19. 16 мая 2022 года перед фасадом нового здания был установлен исторический якорь ВНИРО, который на протяжении более чем 30 лет является визитной карточкой института.

## Руководство
Директора ВНИРО, по году назначения:
- 1933 — Янсон, Евгений Эдуардович (1894—1963)
- 1934 — Мехоношин, Константин Александрович (1889—1938)
- 1937 — Сметанин, Константин Александрович (1898—1969)
- 1937 — Чугунов, Николай Лазаревич (1889—1939)
- 1938 — Данильченко, Павел Георгиевич (1903—1993)
- 1941 — Богданов, Александр Сергеевич (1909—1998)
- 1948 — Ижевский, Георгий Константинович (1906—1965)
- 1956 — Зайцев, Викентий Петрович (1905—2002)
- 1962 — Богданов, Александр Сергеевич (1909—1998)
- 1979 — Моисеев, Петр Алексеевич (1913—1998)
- 1980 — Студенецкий, Сергей Александрович (1928—2005)
- 1990 — Елизаров, Анатолий Алексеевич (1932—2008)
- 1998 — Котенёв, Борис Николаевич (1939—2018)
- 2008 — и. о. Макоедов, Анатолий Николаевич
- 2012 — Глубоковский, Михаил Константинович
- 2017 — Колончин, Кирилл Викторович

## Филиалы
Филиалы ВНИРО:
- Атлантический филиал ФГБНУ «ВНИРО» («АтлантНИРО»), Калининград.
- Санкт-Петербургский филиал ФГБНУ «ВНИРО» («ГосНИОРХ» им. Л. С. Берга")
- Карельский филиал ФГБНУ «ВНИРО» («КарелНИРО»)
- Вологодский филиал ФГБНУ «ВНИРО» («ВологодНИРО»)
- Новгородский филиал ФГБНУ «ВНИРО» («НовгородНИРО»)
- Псковский филиал ФГБНУ «ВНИРО» («ПсковНИРО»)
- Нижегородский филиал ФГБНУ «ВНИРО» («НижегородНИРО»)
- Татарский филиал ФГБНУ «ВНИРО» («ТатарстанНИРО»)
- Саратовский филиал ФГБНУ «ВНИРО» («СаратовНИРО»)
- Волгоградский филиал ФГБНУ «ВНИРО» («ВолгоградНИРО»)
- Азово-Черноморский филиал ФГБНУ «ВНИРО» («АзНИИРХ»), Ростов на Дону.
- Волжско-Каспийский филиал ФГБНУ «ВНИРО» («КаспНИРХ»)
- Филиал по пресноводному рыбному хозяйству ФГБНУ «ВНИРО» («ВНИИПРХ»),Рыбное
- Полярный филиал ФГБНУ «ВНИРО» («ПИНРО» им. Н. М. Книповича), Мурманск.
- Северный филиал ФГБНУ «ВНИРО» («Северный»), Архангельск.
- Тюменский филиал ФГБНУ «ВНИРО» («Госрыбцентр»)
- Новосибирский филиал ФГБНУ «ВНИРО» («ЗапСибНИРО»)
- Пермский филиал ФГБНУ «ВНИРО» («ПермНИРО»)
- Уральский филиал ФГБНУ «ВНИРО» («УралНИРО»), Екатеринбург
- Красноярский филиал ФГБНУ «ВНИРО» («НИИЭРВ»)
- Байкальский филиал ФГБНУ «ВНИРО» («БайкалНИРО»), Улан-Удэ.
- Алтайский филиал ФГБНУ «ВНИРО» («АлтайНИРО»), Барнаул
- Магаданский филиал ФГБНУ «ВНИРО» («МагаданНИРО»)
- Сахалинский филиал ФГБНУ «ВНИРО» («СахНИРО»), Южно-Сахалинск
- Камчатский филиал ФГБНУ «ВНИРО» («КамчатНИРО»)
- База исследовательского флота филиал ФГБНУ «ВНИРО» («БИФ ВНИРО»), Москва.
- Тихоокеанский филиал ФГБНУ «ВНИРО» («ТИНРО»
- Хабаровский филиал ФГБНУ «ВНИРО» («ХабаровскНИРО»)
- Якутский филиал ФГБНУ «ВНИРО» («ЯкутскНИРО»)

## Флот
26 ноября 2021 года в городе Шлиссельбург на Невском судостроительно-судоремонтом заводе состоялась торжественная церемония закладки килей для новых научно-исследовательских судов проекта 17050 «Профессор Анатолий Елизаров» и «Профессор Пётр Моисеев». Строящиеся суда названы в честь выдающихся ученых и директоров ФГБНУ «ВНИРО», которые внесли значительный вклад в становление и развитие отечественной рыбохозяйственной науки.
НИС «Профессор Анатолий Елизаров» и «Профессор Пётр Моисеев», которым в будущем предстоит работать в самых дальних акваториях Мирового океана, спроектированы в соответствии со всеми международными стандартами судостроения. Они готовы работать в широком спектре климатических условий и предусматривают возможность выполнения многовидных тралово-акустических съемок водных биологических ресурсов.
Удачное сочетание системы позиционирования судов с размещением гидроакустического, измерительного и оборудования контроля промыслового комплекса, дадут возможность проведения высокоточных исследований, малая шумность судна повысит достоверность оценки промысловых запасов. Современное подруливающее устройство не только облегчит маневрирование в сложных акваториях, но и будет служить повышению безопасности плавания в случае нештатных ситуаций.
8 декабря на Белогородской судоверфи состоялась торжественная закладка судна проекта ТСК.550, предназначенного для научно-исследовательской работы на озере Байкал. Ученый совет ВНИРО принял решение присвоить новому судну имя одного из директоров института — Викентия Петровича Зайцева, который возглавлял ВНИРО в 1956—1962 годах и внес большой вклад в развитие рыбохозяйственной науки.
Действующий научный флот института с учётом маломерных судов (лодок) — более 300 единиц по всей России. Из них 18 находятся под надзором Российского морского регистра судоходства, 5 из которых имеют водоизмещение более 1000 тонн.
- СТМ К-1704 «Атлантида»
- СТМ К-1711 «Атлантниро»
- «Профессор Кагановский»
- «Профессор Леванидов»
- «ТИНРО»
- «Дмитрий Песков»
- «Вильнюс»
- «Владимир Сафонов»
- «Исследователь Каспия»
- «Убежденный»
- «Профессор Солдатов»
- «Зодиак»
- «Инженер Мартынов»
- «Владимир Усков»
- «Гидробиолог»
- «Медуза»
- «Мидия»
- «Виктор Климов»